# Liste der Mitglieder des Provinziallandtags der Rheinprovinz (28. Sitzungsperiode)
Diese Liste nennt die Mitglieder des 28. Provinziallandtages der Rheinprovinz 1882.

## Hintergrund
Der Provinziallandtag der Rheinprovinz bestand aus 75 Mitglieder, die sich in vier Kurien aufteilten. Die erste Kurie bestand aus vier Standesherren, die über Virilstimmen verfügten. Die Standesherren konnten sich vertreten lassen. Die zweite Kurie bestand aus den Vertretern der Ritterschaft, diese wurden in zwei Wahlkreisen (Regierungsbezirke Koblenz/Trier/Köln und Regierungsbezirke Aachen/Düsseldorf) gewählt. Die dritte Kurie bildeten die Vertreter der Städte. Diese wurden in indirekter Wahl bestimmt. Die vierte Kurie bildeten die Landgemeinden. Diese wählten die Vertreter in doppelt indirekter Wahl: Die Urwähler wählten Wahlmänner, diese dann Bezirkswähler. Wahlkreise waren die Landkreise. Für die Abgeordneten wurden jeweils auch Stellvertreter gewählt.
Der Provinziallandtag trat vom 10. Dezember 1882 bis zum 16. Dezember 1882 in Düsseldorf zusammen.

## Liste der Abgeordneten
| Kurie                                | Wahlkreis | Abgeordneter                               | Anmerkung                                                                                    |
| ------------------------------------ | --- | ------------------------------------------ | -------------------------------------------------------------------------------------------- |
| Stand der Fürsten, Grafen und Herren | | Fürst Wilhelm zu Wied                      | Landtagsmarschall                                                                            |
| Stand der Fürsten, Grafen und Herren | | Fürst Alfred zu Salm-Reifferscheidt-Dyck   | Dyk bei Neuss                                                                                |
| Stand der Fürsten, Grafen und Herren | | Fürst Alfred von Hatzfeldt                 |                                                                                              |
| Stand der Fürsten, Grafen und Herren | | Fürst Ernst zu Solms-Braunfels             | vertreten durch Albert Mooren, Geheimer Sanitätsrat und Rittergutsbesitzer                   |
| Stand der Fürsten, Grafen und Herren | | Fürst Hermann zu Solms-Hohensolms-Lich     | vertreten durch Landgerichtsrat und Rittergutsbesitzer von Kempis                            |
| Ritterschaft                         | Koblenz/Trier/Köln | Graf Carl zu Westerhold und Gysenberg      | Kammerherr, auf Schloss Arenfels                                                             |
| Ritterschaft                         | Koblenz/Trier/Köln | Freiherr Edmund von Spies-Büllesheim       | Kammerherr, Haus Hull                                                                        |
| Ritterschaft                         | Koblenz/Trier/Köln | Friedrich von Solemacher-Antweiler         | Grünhaus, Vizelandtagsmarschall                                                              |
| Ritterschaft                         | Koblenz/Trier/Köln | Eugen von Loë                              | Landrat, Siegburg                                                                            |
| Ritterschaft                         | Koblenz/Trier/Köln | Graf Max von Wolff-Metternich              | Kammerherr, Erb-Oberjägermeister, Schloss Gracht                                             |
| Ritterschaft                         | Koblenz/Trier/Köln | Franz von Spee                             | Bürgermeister, Cromfort                                                                      |
| Ritterschaft                         | Koblenz/Trier/Köln | Otto Graf Beissel von Gymnich              | Schloss Schmidtheim                                                                          |
| Ritterschaft                         | Koblenz/Trier/Köln | Freiherr Adolph von Steffens               | Kammerherr und Geheimer Legationsrat, Godorfer Burg                                          |
| Ritterschaft                         | Koblenz/Trier/Köln | Freiherr Franz Egon von Fürstenberg        | Gimborn                                                                                      |
| Ritterschaft                         | Koblenz/Trier/Köln | Freiherr Adolph von La Valette-St. George  | Professor, Bonn                                                                              |
| Ritterschaft                         | Koblenz/Trier/Köln | Joseph von Groote                          | Rittmeister a. D., Hermülheim                                                                |
| Ritterschaft                         | Koblenz/Trier/Köln | Freiherr Max von Boeselager                | Burg Peppenhoven                                                                             |
| Ritterschaft                         | Aachen/Düsseldorf | Graf Alfred von Hompesch                   | Kammerherr, Schloss Rurich                                                                   |
| Ritterschaft                         | Aachen/Düsseldorf | Freiherr Friedrich Leopold von Fürstenberg | Schloss Hugenpoet                                                                            |
| Ritterschaft                         | Koblenz/Trier/Köln | Graf Wilhelm von Hoensbroech               | Schloss Haag                                                                                 |
| Ritterschaft                         | Aachen/Düsseldorf | Hermann Seul                               | Direktor der Rheinischen Provinzial Feuersocietät, Düsseldorf                                |
| Ritterschaft                         | Aachen/Düsseldorf | Freiherr Ludolf von Wenge-Wulffen          | Major a. D., Haus Overbach                                                                   |
| Ritterschaft                         | Aachen/Düsseldorf | Freiherr Georg von Eerde                   | Landrat, Geldern                                                                             |
| Ritterschaft                         | Aachen/Düsseldorf | Freiherr Friedrich Geyr von Schweppenburg  | Müddersheim                                                                                  |
| Ritterschaft                         | Aachen/Düsseldorf | Freiherr Friedrich von Bourscheidt         | Haus Rath                                                                                    |
| Ritterschaft                         | Aachen/Düsseldorf | Bruno von Heister                          | Düsseldorf                                                                                   |
| Ritterschaft                         | Aachen/Düsseldorf | Freiherr Adolph von Eynatten               | königlicher Kammerherr, Düsseldorf                                                           |
| Ritterschaft                         | Koblenz/Trier/Köln | Freiherr Max zu Stolberg-Wernigerode       | Diersfort                                                                                    |
| Ritterschaft                         | Aachen/Düsseldorf | Freiherr Emmerich Raitz von Frentz         | Königlicher Kammerherr, Schlosshauptmann und Landrat a. D. aus Düsseldorf, Landtagsmarschall |
| Ritterschaft                         | Aachen/Düsseldorf | Freiherr Bernhard von Scheibler            | Landrat a. D., Aachen                                                                        |
| Städte                               | Köln | Wilhelm Kaesen                             | Kaufmann und Stadtverordneter, Köln                                                          |
| Städte                               | Köln | August Heuser                              | Kommerzienrat, Köln                                                                          |
| Städte                               | Aachen | Ludwig Pelzer                              | Advokat-Anwalt und Stadtverordneter, Aachen                                                  |
| Städte                               | Düsseldorf | Heinrich Courth                            | Advokat-Anwalt, Düsseldorf                                                                   |
| Städte                               | Koblenz | Nicolaus Bremig                            | Advokat-Anwalt und Stadtverordneter, Koblenz                                                 |
| Städte                               | Trier | Louis Lautz                                | Bankier, Trier                                                                               |
| Städte                               | Elberfeld | Theodor Dietze                             | Kaufmann und Beigeordneter, Elberfeld                                                        |
| Städte                               | Barmen | Wilhelm von Eynern                         | Kaufmann, Barmen                                                                             |
| Städte                               | Krefeld | Wilhelm Jentges                            | Seidenfabrikant und Stadtverordneter, Krefeld                                                |
| Städte                               | Kreuznach, Kirn, Sobernheim, St. Goar, Boppard, Oberwinter, Bacharach, Stromberg                                                       | Victor Sahler                              | Bankier und Beigeordneter, Kreuznach                                                         |
| Städte                               | Stromberg, Trarbach, Zell, Cochem, Mayen, Andernach, Ahrweiler, Sinzig, Remagen, Simmern                                               | Matthias Joseph Kreuzberg                  | Weinhändler und Stadtverordneter, Ahrweiler                                                  |
| Städte                               | Ehrenbreitstein, Vallendar, Bendorf, Neuwied, Linz, Wetzlar, Braunfels                                                                 | Hermann Radermacher                        | Beigeordneter, Neuwied                                                                       |
| Städte                               | Saarlouis, Saarbrücken, St. Johann, Ottweiler, St, Wendel, Baumholder                                                                  | Ludwig Heinrich Röchling                   | Kaufmann, St. Johann                                                                         |
| Städte                               | Merzig, Prüm, Bitburg, Wittlich, Bernkastel, Saarburg, Neuerburg                                                                       | Eduard Nels                                | 1. Beigeordneter, Prüm                                                                       |
| Städte                               | Eupen, Malmédy, Schleiden, Monschau | Andreas von Grand-Ry                       | Gutsbesitzer, Eupen                                                                          |
| Städte                               | Düren, Gemünd, Stolberg, Burtscheid, Schleiden                                                                                         | Julius Friedrich von Werner                | Bürgermeister, Stolberg                                                                      |
| Städte                               | Jülich, Eschweiler, Heinsberg, Erkelenz, Geilenkirchen mit Hünshoven, Linnich                                                          | Carl Erdmann                               | Gutsbesitzer, Jülich                                                                         |
| Städte                               | Bonn, Münstereifel, Euskirchen, Zülpich, Rheinbach, Ehrenfeld                                                                          | Gustav Marcus                              | Verlagsbuchhändler, Bonn                                                                     |
| Städte                               | Deutz, Mülheim am Rhein, Gladbach, Gummersbach, Wipperfürth, Siegburg, Königswinter, Neustadt                                          | Wilhelm von Hövel                          | Streichgarnspinnereibesitzer aus B-Gladbach bei Mülheim am Rhein                             |
| Städte                               | Ratingen, Kaiserswerth, Angermund mit Gerresheim, Mettmann, Langenberg mit Hardenberg, Wülfrath, Velbert, Kronenberg, Steele, Hilden   | Gottfried Friedrich Conze                  | Beigeordneter und Seidenfabrikant, Langenberg                                                |
| Städte                               | Duisburg, Mülheim an der Ruhr, Essen, Kettwig, Werden, Ruhrort, Dinslaken, Emmerich, Rees, Isselburg                                   | Julius Brockhoff                           | Beigeordneter, Duisburg                                                                      |
| Städte                               | Kleve, Wesel, Goch, Gelder, Rheinberg, Moers, Orsoy, Xanten                                                                            | Rudolph von Monschaw                       | Hauptmann a. D., Goch                                                                        |
| Städte                               | Neuss, Grevenbroich, Wevelinghoven, Gladbach, Viersen, Dahlen, Odenkirche, Rheydt, Uerdingen, Kempen, Süchtelen, Dülken, Kaldenkirchen | Theodor Croon                              | Beigeordneter, M-Gladbach                                                                    |
| Städte                               | Lennep, Ronsdorf, Lüdringhausen, Radevormwald, Burg, Hückeswagen, Wermelskirchen                                                       | Hugo Troost                                | Fabrikant, Hückeswagen                                                                       |
| Städte                               | Solingen, Remscheid, Dorp, Gräfrath, Wald, Höhscheid mit Merscheid, Burscheid mit Leichlingen, Opladen mit Neukirchen, Hitdorf         | Carl Friederichs                           | Kaufmann und Beigeordneter, Remscheid                                                        |
| Landgemeinden                        | Koblenz, St. Goar | Adolph Wunderlich                          | Ökonom, Neuwied                                                                              |
| Landgemeinden                        | Cochem, Mayen | Johann Joseph Ackermann                    | Gutsbesitzer, Bell                                                                           |
| Landgemeinden                        | Adenau, Ahrweiler, Zell | Friedrich Peter Rumpel                     | Kaufmann und Gutsbesitzer, Traben                                                            |
| Landgemeinden                        | Altenkirchen, Wetzlar | Adolph Jagenberg                           | Gutsbesitzer, Almersbach                                                                     |
| Landgemeinden                        | Kreuznach, Simmern | Heinrich Trapp                             | Ökonom, Waldböckelheim                                                                       |
| Landgemeinden                        | Neuwied | Adolph Reinhard                            | Ökonom, Heddesdorf                                                                           |
| Landgemeinden                        | Bonn, Euskirchen, Rheinbach | Franz Horster                              | Bürgermeister a. D. und Gutsbesitzer, Hersel                                                 |
| Landgemeinden                        | Regierungsbezirk Köln | Gustav Wever                               | Gutsbesitzer, Bredenbruch                                                                    |
| Landgemeinden                        | Kreis Köln, Bergheim | Joseph Hubert Weidt                        | Bürgermeister a. D. und Gutsbesitzer, Großkönigsdorf                                         |
| Landgemeinden                        | Siegburg, Waldbröl | Carl Eich                                  | Bürgermeister und Gutsbesitzer, Bödingen                                                     |
| Landgemeinden                        | Regierungsbezirk Düsseldorf | Arnold Maas                                | Gutsbesitzer, Schwelgern                                                                     |
| Landgemeinden                        | Düsseldorf, Solingen, Mettmann, Lennep                                                                                                 | Julius Wolters                             | Rittergutsbesitzer, Düsseldorf                                                               |
| Landgemeinden                        | Regierungsbezirk Düsseldorf | Felix von Loë                              | Landrat a. D., Hassum                                                                        |
| Landgemeinden                        | Geldern, Kempen | Tillmann Bönninger                         | Gutsbesitzer, Hüls                                                                           |
| Landgemeinden                        | Moers, Krefeld | Julius von Bönninghausen                   | Gutsbesitzer, Hollandshof                                                                    |
| Landgemeinden                        | Gladbach, Neuss, Grevenbroich | Werner Breuer                              | Gutsbesitzer, Giesenkirchen                                                                  |
| Landgemeinden                        | Saarbrücken, Ottweiler, St. Wendel | Eduard Karcher                             | Gutsbesitzer, Saarbrücken                                                                    |
| Landgemeinden                        | Land- und Stadtkreis Trier | Wilhelm Rautenstrauch                      | Gutsbesitzer, Eitelsbach                                                                     |
| Landgemeinden                        | Saarburg, Merzig, Saarlouis | Anton Boch                                 | Geheimer Kommerzienrat, Mettlach                                                             |
| Landgemeinden                        | Bernkastel, Wittlich | Jacob Merrem                               | Gutsbesitzer, Kirchof                                                                        |
| Landgemeinden                        | Daun, Prüm, Bitburg | Johann Peter Limbourg                      | Gutsbesitzer, Bitburg                                                                        |
| Landgemeinden                        | Jüllich, Düren | Jacob Jansen                               | Gutsbesitzer, Binsfeld                                                                       |
| Landgemeinden                        | Aachen, Geilenkirchen | Friedrich Adolph Kockerols                 | Gutsbesitzer, Leiffarth                                                                      |
| Landgemeinden                        | Heinsberg, Erkelenz | Johann Hubert Schlick                      | Gutsbesitzer, Holzweiler                                                                     |
| Landgemeinden                        | Eupen, Malmedy, Schleiden, St. Vith | Felix Letixerant                           | Gutsbesitzer, Blankenheim                                                                    |